# Lisa Wiersma
Lisa Wiersma (1985) is een Nederlandse kunsthistorica en illustratrice. 
Wiersma studeerde kunstgeschiedenis aan de Universiteit van Amsterdam. Na haar studie gaf zij daar ook les. Aan de Universiteit Utrecht begon zij in 2016 aan haar proefschrift over 17e-eeuwse schildertechnieken, met name technieken voor stofuitdrukkingen. Haar werk voor het kunstprogramma Het geheim van de meester is op dit onderzoek gebaseerd. In dit programma neemt zij – als opvolgster van Charlotte Caspers – het schilderwerk van de reconstructies voor haar rekening. Hierbij gaat het haar niet om naschilderen, maar om het doorgronden van de oorspronkelijke kunstenaar.
Naast schilderwerk doet zij ook onderzoek naar historische creatie-technieken van sculptuur, buitenplaatsen en tuinen.